# César Laínez Sanjuán
César Laínez Sanjuán (Saragossa, 10 d'abril de 1977) és un exfutbolista aragonés, que ocupava la posició de porter.

## Trajectòria
Sorgeix del planter del Reial Saragossa. Entre 1994 i 1998 actua com a porter del filial, fins que puja al primer equip la temporada 98/99. La meitat d'eixa temporada, a més a més, és cedit al Vila-real CF, amb qui debuta en primera divisió, tot disputant tres partits.
De nou a Saragossa, l'aragonès seria suplent durant dues campanyes, fins que la temporada 01/02 es fa amb la titularitat, la qual ostentaria en tres temporades, una d'elles a Segona Divisió. Una greu lesió el va apartar el 2004, i el va tenir en blanc un any, fins que va anunciar la seua retirada al maig del 2005. Posteriorment, ha exercit com a entrenador i comentarista esportiu.
Laínez va jugar diversos partits amb la selecció espanyola de futbol sub-20, el 1997.

## Títols
- Copa del Rei: 2001, 2004
- Supercopa: 03/04